# Chrasť nad Hornádom
Chrasť nad Hornádom é um município da Eslováquia, situado no distrito de Spišská Nová Ves, na região de Košice. Tem 9,39 km² de área e sua população em 2018 foi estimada em 915 habitantes.

## Demografia
| Ano:        | 1994 | 2004    | 2014    | 2024   |
| ----------- | ---- | ------- | ------- | ------ |
| Broj ljudi: | 683  | 772     | 872     | 928    |
| Razlika:    |      | +13,03% | +12,95% | +6,42% |

| Ano:               | 2023 | 2024 |
| ------------------ | ---- | ---- |
| Número de pessoas: | 928  | 928  |
| Diferença:         |      | +0%  |